# Тиха лірика
«Ти́ха лі́рика» – умовна назва ліричного струменя в українській літературі 70-х–початку 80-х років XX ст., що мав переважно стримане натурфілософське спрямування, характеризувався увагою до проблем існування людини, заперечував настанови «соцреалізму», намагаючись не конфліктувати з ним.

## Ознаки
«Тиха лірика» характеризується такими ознаками:
- латентне заперечення настанов «соцреалізму»;
- увага до онтологічних проблем існування людини;
- елегійність та медитативність;
- практична відсутність «гучного» декларативного патріотизму та космічних мотивів;
- натурфілософські та кордоцентричні тенденції;
- домінування художніх концептів тиші та мовчання.

Митці прагнули забезпечити слово «духовністю ліричного героя» (Микола Ільницький), повернути слову первісне значення. Внаслідок поміркованої позиції щодо політичної узурпації літературного процесу поети, хоча й на маргінесах, проте все ж таки отримали можливість висловлюватися й писати, творчо реалізувати тріадну концепцію «природа-естетика-людина», позбавлену декларативного патріотизму. Стиль «тихої лірики» був зорієнтований на естетизацію традиції (ранній романтизм Тараса Шевченка, поети-романтики, зокрема Яків Щоголів та ін.), що реалізувалася через неактуальні на той час фольклорні образи та мотиви, адже в 1970-ті рр. найпослідовніше  застосовано поетичні досягнення в синтетичній пісенно-музичній формі у творах українського груву (фанку), який активно витіснявся в кінці 70-их на початку 80-их рр. ХХ ст., в часи злочинного брежнєвізму, пейзажність музагетівського символізму (наприклад, ранній Павло Тичина), естетизм неоромантиків (Максим Рильський), автокомунікативну заглибленість в себе, екзистенційне бачення дійсності крізь призму самотності (поети доби Розстріляного відродження, а саме В.Свідзінський, Є.Плужник тощо), віддзеркалення інтимного світу ліричного героя (Олександр Олесь, Андрій Малишко, Володимир Сосюра). Принципом творення цього напрямку була стилізація і водночас поліваріантність національної традиції як методика досягнення естетичного і мовного національного ідеалу. У творчості «тихих» наявні спільні риси змісту та форми з художнім доробком як попередників, так і їхніх сучасників («киян»). Адже творчість деяких представників Київської школи суголосна із  «тихою лірикою», зокрема, наприклад, дитяча наївність в поезії Василя Голобородька; ранні вірші Миколи Воробйова – спроба модернізації письма елементами сюрреалізму та медитативності; топос, екзистенційність і лексичний світ, трансформований в авангардній поезії апокаліпсису Михайла Григоріва тощо.   
Назва «тиха лірика» виникла наприкінці 1960-их років, яку літературознавці називали поетичним рухом, ліричним струменем, поетичним явищем, формою літературно-естетичного феномену доби, художньою тенденцією, художньою течією, естетичною течією, поетичним напрямом, тихим напрямом тощо.
«Тиха лірика» др. пол. ХХ ст. стала опозицією до, так би мовити, «гучної лірики», адже радянська офіційна літературознавча думка та й сучасна також умовно поділяли поезію на такі бінарні пари як:  «поезія серця» – «поезія думки», «сугестивна» – «пізнавальна», «традиційна» – «умовна», «тиха» –  «стадіонна», «тиха» –  «естрадна» лірика тощо. Поділ на  «гучних» і «тихих», за переконанням О. Каленченка, був зумовлений «двома універсальними началами – раціональним і кардіоцентричним». Така умовна бінарність літературного процесу 1960–80-х рр. прикметна тим, що, з одного боку, виокремилася загальновизнана творчість, у якій митці або протестували, або дотримувалася політичних догм із властивим екстравертним спрямування на свідомість мас. З іншого боку, сформувалася «тиха лірика», представники якої  не популяризували ідеали й програми влади, проте завуальовано їй заперечували, що дозволяло  залишалися в літературному процесі.
В дуальному поділі «гучні» та «тихі» відрізнялися між собою низкою відмінних філософсько-естетичних домінант, унаслідок чого в літературознавчій думці 1960–80-х рр. їхнє представництво поділяли на: «шістдесятництво»  – «національно-визвольний рух» – «дисидентство»; «шістдесятників-конформістів» – «нонконформістів»-«киян»  – «дисидентів»; «офіційну літературу» – «тихе книжне протистояння» – «дисидентство»,  «художню інтелігенцію» – «радянську номенклатуру» – «дисидентів». Отож, такий тернарний підхід класифікує митців на: офіційних/конформістів (Іван Драч, Борис Олійник, Віталій Коротич, Дмитро Павличко тощо), нонконформістів/«киян» (Василь Голобородько, Віктор Кордун, Василь Рубан, Микола Воробйов і оточення) та «мовчазних»/дисидентів (Ігор Калинець, Василь Стус, Іван Світличний, Євген Сверстюк, Іван Дзюба, Ліна Костенко та ін.). «Тиха лірика» доповнила цей тернарний поділ, поставши поетичним феноменом, який своєю естетичністю, народною чуттєвістю, філософічністю  та закоріненістю в українськість мав розголос як серед естетів, так і серед широкого кола читачів. Елегійність, сугестивність та медитативність «тихої лірики», а також її «домашній герметизм» творили варіант художньої української мови, спираючись не лише на аполітичність і «рафінованість» літературної мови, але водночас на простоту народного слова. 

## Представники
За генераційним підходом і з урахуванням напрацювань літературознавців, не претендуючи на класифікаційну і представницьку вичерпність, виділено гурт персоналій «тихої лірики», яка в контексті аполітичних, етнографічних, натурфілософських, кордоцентричних та герметичних тенденцій пов'язана передовсім з іменами Н. Білоцерківець, Ю. Буряка, Є. Гуцала, І. Жиленко, С. Короненко, С. Майданської,  П. Мовчана, Л. Таран, В. Базилевського, В. Діденка, В. Забаштанського, П. Засенка, Н. Кащук, Г. Кириченка, А. Кичинського, В. Коржа, В. Лучука, В. Малишко, Б. Мамайсура, П. Перебийноса, Л. Талалая, Д. Чередниченка, В. Яринича, М. Вінграновського, В. Затуливітра, В. Осадчого, В. Підпалого, Л. Скирди,  В. Іванціва, В. Кульбаби, І. Нижника, В. Бровченка, І. Драча, С. Йовенко, Т. Коломієць, Л. Костенко, Р. Лубківського, Б. Нечерди, Б. Олійника, Д. Павличка, П. Скунця, Л. Голоти, В. Коломійця, В. Бойка, Н. Гнатюка, Г. Гордасевич, Л. Горлача, С. Жолоб, Д. Онковича, П. Осадчука, С. Пушика, Г. Світличної, С. Тельнюка та багатьма іншими. Письмо кожного з цих ліриків відзначається неповторним стилем, домінуванням пейзажних, інтимних та філософських мотивів, нерідко поєднаних. У процесі творчої еволюції поети модернізувалися, збагатилися новими техніками, хоча не це становить їхній образотворчий «мейнстрим». 
В 60-ті роки партійний літературний істеблішмент намагався вмонтовувати елементи «тихої лірики» в доктрини КПРС (Б.Олійник, М.Сингаївський тощо). У 70-ті роки владою  здійснена імітаційна спроба плагіату «тихої лірики» для дискредитації поетичної мови та традиції в Україні, цей фейк керувався «літературознавцями в погонах», (І. Зуб, А. Кацнельсон, М. Славинський та ін.), очолених  так званим цербером і нищителем української літератури академіком Леонідом Новиченком.